# Едеркуарт
Едеркуарт (њем. Oederquart) општина је у њемачкој савезној држави Доња Саксонија. Једно је од 40 општинских средишта округа Штаде. Према процјени из 2010. у општини је живјело 1.165 становника. Посједује регионалну шифру (AGS) 3359035.

## Географски и демографски подаци
Едеркуарт се налази у савезној држави Доња Саксонија у округу Штаде. Општина се налази на надморској висини од 0 метара. Површина општине износи 37,1 km². У самом мјесту је, према процјени из 2010. године, живјело 1.165 становника. Просјечна густина становништва износи 31 становника/km².